# Pedal San Rafael
Sportivo Pedal Club – argentyński klub piłkarski z siedzibą w mieście San Rafael, leżącym w prowincji Mendoza.

## Osiągnięcia
- Mistrz prowincjonalnej ligi Liga Sanrafaelina de Fútbol (27): 1932, 1933, 1934, 1938, 1941, 1943, 1944, 1945, 1946, 1947, 1948, 1950, 1951, 1952, 1953, 1955, 1959, 1967, 1968, 1971, 1982, 1983, 1984, 1985, 1987, 1993, 1997 Clausura

## Historia
Klub założony został 14 kwietnia 1924 roku i gra obecnie w lidze prowincjonalnej Liga Sanrafaelina de Fútbol. Klub jest rekordzistą, jeśli chodzi o liczbę tytułów mistrza ligi Sanrafaelina.